# Czysty efekt substytucyjny
Czysty efekt substytucyjny – w mikroekonomii oznacza dostosowanie popytu, tj. wybieranego przez konsumenta koszyka dóbr, do nowej relacji cen tych dóbr, zaistniałej w wyniku obniżki lub podwyżki ich cen, przy założeniu, że konsument zachowuje dotychczasowy poziom życia, tzn. zakładając skorygowanie jego dochodu.
Na powyższym rysunku przedstawiono sytuację, w której konsument przy założonym dochodzie dokonuje wyboru pomiędzy dwoma dobrami: filmami i posiłkami. Pierwotnym wyborem konsumenta jest punkt C, w którym pozyskuje on Mc posiłków oraz Fc filmów, jego krzywa obojętności to U2U2 a linia ograniczenia budżetowego to AF. W przypadku podwyżki cen posiłków, dochodzi do zmiany relacji cen posiłki-filmy przez co nowa krzywa ograniczenia budżetowego to linia AF’, a nowa krzywa obojętności to U1U1. W nowej rzeczywistości konsument wybiera Me posiłków (mniej niż wcześniej, Me>Mc) oraz Fe filmów (więcej niż wcześniej, Fe<Fc). Jego nowy wybór odpowiada punktowi E na wykresie. Zmiana ceny jednego z dóbr prowadzi do nowego wyboru konsumenta, który w rzeczywistości jest wynikiem działania efektu substytucyjnego oraz efektu dochodowego.
Przy opisanej zmianie ceny posiłków czysty efekt substytucyjny na wykresie powyżej to przesunięcie wyboru konsumenta z pierwotnego punktu C do punktu D. W punkcie D, poziom życia konsumenta wyrażony krzywą obojętności pozostaje bez zmian. Zmianie ulega linia ograniczenia budżetowego konsumenta, która z pierwotnej prostej AF pod wpływem zmiany relacji cen posiłków i filmów (obrót względem układu współrzędnych) oraz skorygowania dochodu konsumenta (przesunięcie poziome względem układu współrzędnych) zajmuje nową pozycję, na wykresie oznaczoną jako prosta HH.